# Сумбуловац
Сумбуловац је насељено мјесто у општини Пале, Република Српска, БиХ. Према попису становништва из 1991. у насељу је живјело 48 становника.

## Становништво
| Националност       | 1991. | 1981. | 1971. | 1961. |
| Срби               | 48    | 30    | 96    | 105   |
| остали и непознато |       |       |       |       |
| Укупно             | 48    | 30    | 96    | 105   |

| Демографија | Демографија | Демографија |
| Година      | Становника  | Становника  |
| ----------- | ----------- | ----------- |
| 1961.       | 105         |             |
| 1971.       | 96          |             |
| 1981.       | 30          |             |
| 1991.       | 48          |             |

## Култура
Сумбуловац припада парохији у Мокром, Српске православне цркве чије је седиште Црква Успења Пресвете Богородице у Мокром.